# Otto (Abt von St. Blasien)
Otto († 22. Juli 1223 in St. Blasien) war von 1222 bis 1223 Abt im Kloster St. Blasien im Südschwarzwald. Manche Forscher vermuten, dass er identisch ist mit Otto von St. Blasien, der die Chronik des Otto von Freising fortsetzte.